# إكسير الدعوات
هو كتاب خاص بالأدعية والأحراز والتعويذات وهو من كتب الشيعة الامامية تأليف الشيخ عبد الله بن محمد بن عباس الزاهد، يقول المؤلف في مقدمة الكتاب : ((وقد رفعت يدي عن كثير من الادعية عظيمة الشأن جليلة القدر لضيق المقام واشتهارها بين الانام، وإنما أخرجت دفائنها وأحييت درائسها، ومن أحياها فكأنما أحيا الناس جميعاً...))
ويعتبر من الكتب المشهورة عند الشيعة الامامية في العصر الحاضر من حيث اعتماده كمصدر للادعية المأثورة عن أهل البيت كما يعتمدون على غيرها من كتب الادعية و الزيارات کمفاتيح الجنان للشيخ عباس القمي وضياء الصالحين للحاج محمد صالح الجوهرجي.

## المؤلف
و له مؤلفات أخرى مثل:
آداب المنام و تعبیر مایری فی الأحلام، أسماء امير المومنين: الامام علي بن ابي طالب عليه السلام، عجائب الملکوت، كشف المكتوم بالطالع و الرمل و النجوم. 